# Hans Lewy
Hans Lewy (20 octobre 1904 - 23 août 1988) est un mathématicien américain connu pour ses travaux sur les équations aux dérivées partielles. Il est né à Breslau, Allemagne (maintenant Wrocław, Pologne) et décédé à Berkeley, États-Unis à l'âge de 83 ans. Il reçoit le prix Wolf de mathématiques en 1984.